# Hanne Krogstad
Hanne Krogstad (* um 1964) ist eine ehemalige norwegische Skilangläuferin.
Krogstad gewann bei den Juniorenweltmeisterschaften 1981 in Schonach die Silbermedaille über 5 km und die Goldmedaille mit der Staffel und bei den Juniorenweltmeisterschaften 1982 in Murau jeweils Gold über 5 km und mit der Staffel. Im Dezember 1983 holte sie in Reit im Winkl mit dem 13. Platz über 5 km ihre einzigen Weltcuppunkte und errang damit den 41. Platz im Gesamtweltcup.